# Compagnie de l'Ouest algérien

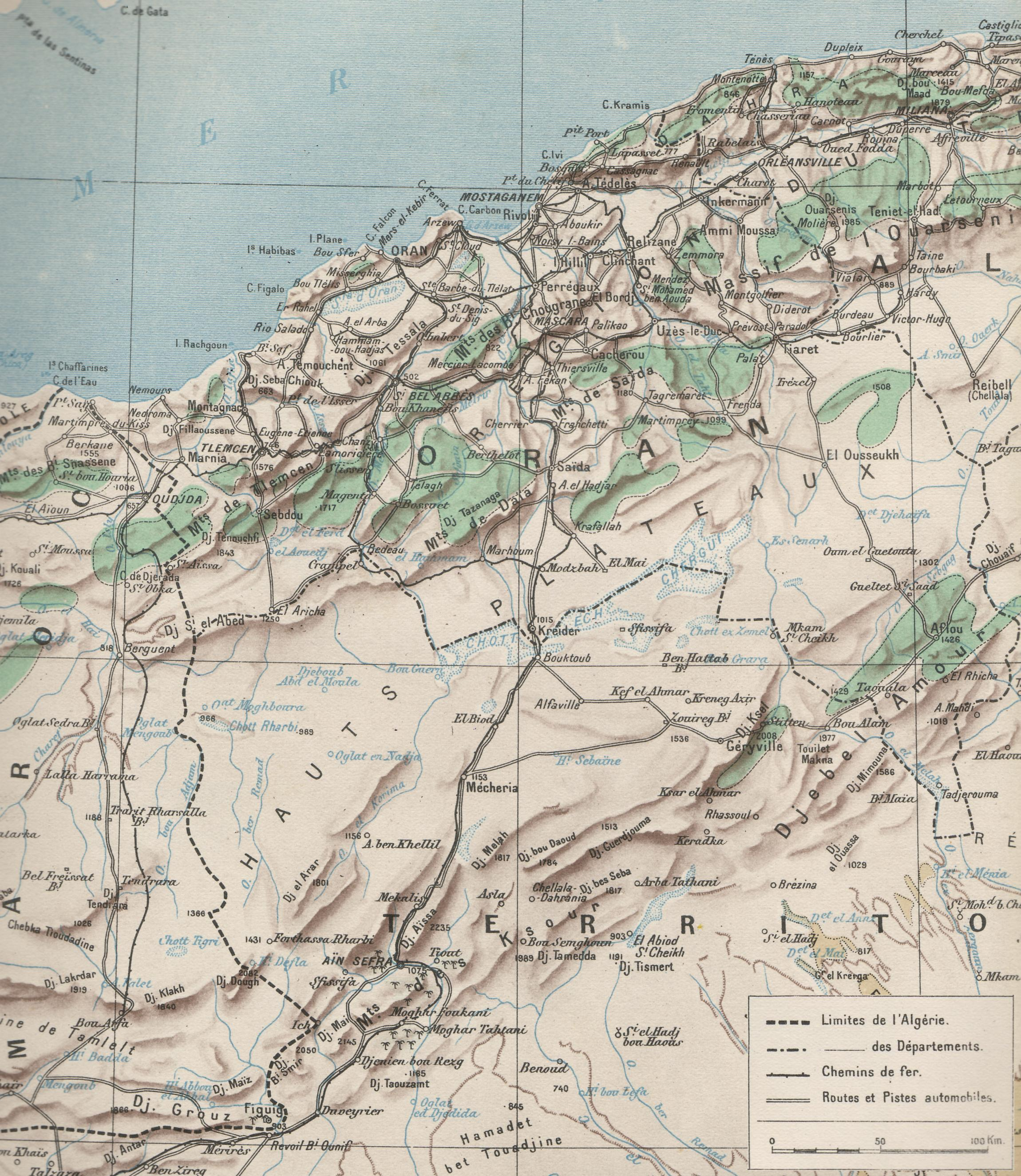
Carta del dipartimento di Orano; ferrovie in funzione nel 1930)

La Compagnie de l'Ouest algérien (OA) (in italiano Compagnia dell'Ovest algerino) era una società ferroviaria costituita per la costruzione e l'esercizio di una rete ferroviaria nel dipartimento di Orano, in Algeria.
La rete de l'Ouest algérien confluì nella rete della Compagnie des chemins de fer de Paris à Lyon et à la Méditerranée in seguito al decreto del 31 dicembre 1920. La compagnia fu sciolta nel 1921.

## Storia

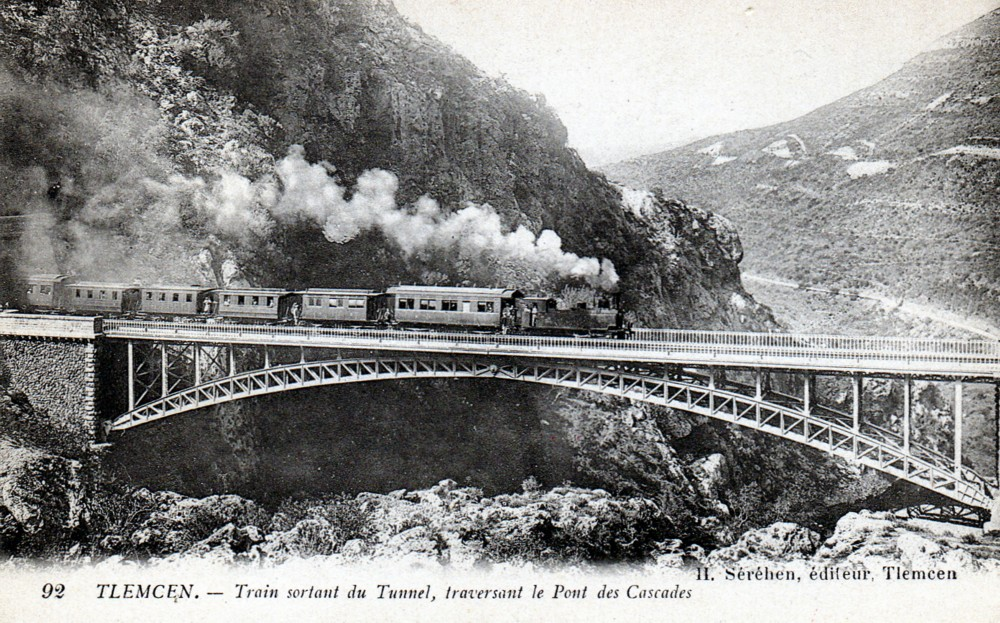
Treno in transito sul ponte in ferro ad arcata di Tlemcen, nel 1905

La compagnia dell'Ovest algerino ottenne la sua prima concessione ferroviaria in Algeria, nel dipartimento di Orano, l'8 maggio 1881 per la costruzione di una ferrovia della lunghezza di 100 km, a scartamento normale, tra Sidi-bel-Abbès e Ras El Ma; questa si aggiungeva alla ferrovia aperta nel 1877 tra Orano (Sainte-Barbe du Tlélat) e Sidi-bel-Abbès di 51 km (concessa nel 1874); la ferrovia venne aperta, a tratte, tra il 1883 e il 1º agosto 1885, data di ultimazione dei lavori. Poco tempo dopo, il 10 dicembre 1881, fu concessa la costruzione della Orano (la Senia) - Aïn Témouchent, di 70 km, aperta a tratte tra 1884 e il 7 settembre 1885.
Il 16 maggio 1885 la compagnia otteneva la concessione a costruire una linea di diramazione di 64 km, Tabia - Tlemcen, che venne realizzata tra 1887 e 1890. Il 3 dicembre 1903 veniva acquisita una nuova concessione per una ferrovia da Tlemcen a Lella-Marnia e frontiera con il Marocco per una estensione di 69 km; dichiarata di pubblica utilità e strategica, la concessione veniva concepita con norme particolari di gestione. La linea veniva realizzata tra 1907 e 1910 e aperta al traffico il 21 aprile.

### La rete complementare a scartamento ridotto (1055mm)
La scocietà realizzò alcune linee complementari: la Blida - Berrouaghia, di 45 km aperta tra 1891 e 1892; la Berrouaghia - Boghari, di 41 km, aperta il 15 luglio 1912; e la Boghari- Djelfa di 155 km (anch'essa prolungamento della linea precedente) che fu aperta tra 1916 e 1921.

### Estensione della rete esercita
In seguito alle difficoltà economiche, cui seguì il fallimento, della Compagnie franco-algérienne la rete ferroviaria tra Arzeu e Aïn-Sefra, della lunghezza complessiva di 454 km, venne da questa ceduta in affidamento (per 5 anni) alla Compagnie de l'Ouest algérien; l'atto venne approvato con la legge 30 maggio 1888; la rete venne, dopo il 1900, rilevata dall'Amministrazione delle ferrovie di Stato.
La compagnia ebbe anche la ferrovia a scartamento ridotto Mostaganem - Tiaret (di 197 km) appena ultimata dalla Compagnie franco-algérienne.

## Materiale rotabile
Locomotive a scartamento ridotto (1055 mm)
| Gruppo  | Rodiggio | Anni di costruzione | Fabbrica    | Stabilimento | Note |
| 1-9     | 130t     | 1891                | SACM        |              |      |
| 20-24   | 140t     | 1910                | Fives-Lille | Lilla        |      |
| 101-114 | 230      | 1913                | Fives-Lille |              |      |
| 115-125 | 230      | 1920                | Fives-Lille | Lilla        |      |

Locomotive a scartamento normale (1435 mm)
| Gruppo           | Rodiggio | Anni di costruzione | Fabbrica          | Stabilimento | Note |
| 100-115, 200-209 | 030      | 1882-1889           | Fives-Lille, SACM |              |      |
| 300-304, 400-409 | 130      | 1904-1913           | Fives-Lille       |              |      |